# Yasin Boynuince
Yasin Boynuince (* 1993 in Düsseldorf) ist ein deutscher Schauspieler.

## Leben
Yasin Boynuince ist türkischer Abstammung und wuchs mit Deutsch und Türkisch als Muttersprachen auf. Er absolvierte zunächst eine Ausbildung zum Konstruktions- und Fertigungstechniker und studierte anschließend Maschinenbau mit dem Schwerpunkt Produktentwicklung und Produktion an der FH Düsseldorf.
Von Frühjahr 2014 bis 2018 studierte er Schauspiel an der Theaterakademie August Everding in München. Dort wirkte er in mehreren Produktionen mit, u. a. 2015 als Gaston in Die Schöne und das Biest in einer Inszenierung des Clowns David Shiner. Im Rahmen seiner Ausbildung gastierte er 2016 am Residenztheater München als Mitglied der Räuberbande in Schillers Die Räuber in einer Inszenierung von Ulrich Rasche, die auch auf 3sat ausgestrahlt wurde.
Im Juni 2016 trat er im Circus-Krone-Bau als Sultan in Scheherazade bei einem Konzert mit Musik von Nikolai Rimski-Korsakow gemeinsam mit dem Münchner Rundfunkorchester (Dirigent: Lorenzo Viotti) auf. 2017 übernahm er an der Bayerischen Theaterakademie München den Mehmet in Dimitrij Schaads Regiedebüt Die Konsistenz der Wirklichkeit. Für diese Rolle gewann er den Jurypreis und den Publikumspreis bei den Stuttgarter Theatertagen 2017.
Sein Fernsehdebüt hatte er als türkischer Filmstudent Ömer Özkan in dem in München spielenden Fernsehfilm Bierleichen. Ein Paschakrimi (Erstausstrahlung: März 2017). In der vierteiligen ZDFneo-Miniserie Bruder – Schwarze Macht (Erstausstrahlung ab Oktober 2017) übernahm Boynuince eine durchgehende Serienhauptrolle; er spielt, an der Seite von Sibel Kekilli, den 21-jährigen Deutschtürken Melih Kaya, der trotz seines Abiturs lieber mit seinem Kumpel Tobi (Rouven Israel) in einem halbkriminellen Internetladen „abhängt“ und, aufgrund von Propagandavideos und Indoktrination, in radikal-salafistische Kreise abdriftet. In der 6. Staffel der TV-Serie Morden im Norden (Erstausstrahlung: Oktober 2019) übernahm er an der Seite von İdil Üner und Ruby O. Fee eine der Episodenhauptrollen als junger türkischer Vater Cem Ergün, dessen Ex-Freundin ihr gemeinsames Kind aus der Pflegefamilie entführt hat.
In der 11. Staffel der ZDF-Serie SOKO Stuttgart (2019) übernahm Boynuince eine der Episodenhauptrollen als tatverdächtiger E-Sportler Julian „JB7“ Bartels, der einen Online-Krieg mit einer erfolgreichen Lifestyle-Vloggerin führt. In der 11. Staffel der ZDF-Serie Die Chefin (2020) hatte Boynuince eine der Episodenrollen als tatverdächtiger Ex-Freund einer jungen erfolgreichen Profi-Radsportlerin. In der ZDF-Dramaserie Der Überfall (2022) spielte er eine der Hauptrollen, den jungen Deutsch-Iraner Damon Merizadi, der durch eine leichtsinnige Aktion, die eine Kettenreaktion auslöst, für den Tod seines älteren Bruders Hassan mitverantwortlich ist.
2016/2017 stand er außerdem unter der Regie von Nuno-Miguel Wong für den Spielfilm Tarantella als Bekim vor der Kamera.
Yasin Boynuince, der Boxen, Bodenkampf und Aikido betreibt, lebt nach einigen Jahren in Berlin mittlerweile wieder in Düsseldorf.

## Filmografie (Auswahl)
- 2017: Bierleichen. Ein Paschakrimi (Fernsehfilm)
- 2017: Bruder – Schwarze Macht (Fernsehserie)
- 2019: Alarm für Cobra 11 – Die Autobahnpolizei: Happy Birthday (Fernsehserie, eine Folge)
- 2019: Morden im Norden: Heile Familie (Fernsehserie, eine Folge)
- 2019: SOKO Stuttgart: #Mord (Fernsehserie, eine Folge)
- 2020: Die Chefin: Wetten, dass..? (Fernsehserie, eine Folge)
- 2021: Katakomben (Fernsehserie)
- 2022: Der Überfall (Fernsehserie)
- 2023: Tatort: Das Wunderkind (Fernsehreihe)
- 2024: SOKO Stuttgart: Hundeelend (Fernsehserie, eine Folge)
- 2025: Fabula